# Мышляев, Александр Сергеевич
Алекса́ндр Серге́евич Мышля́ев (29 декабря 1905, Серпухов, Российская империя — 9 марта 1983, Москва) — советский футболист, защитник.
Дебютировал в чемпионате СССР 5 августа 1937 года в матче против московского «Локомотива». Всего за «Динамо» сыграл 7 матчей, а в 1938 перешёл в «Буревестник».

## Достижения
- Чемпион СССР: 1937